# Professor Marston and the Wonder Women
Professor Marston and the Wonder Women (bra:Professor Marston e as Mulheres-Maravilhas) é um filme biográfico de drama estadunidense de 2017 sobre o psicólogo americano William Moulton Marston, criador da personagem fictícia Mulher-Maravilha. O filme, dirigido e escrito por Angela Robinson, é estrelado por Luke Evans como Marston; Rebecca Hall como sua esposa, Elizabeth; e Bella Heathcote como a companheira poliamorosa dos Marstons.

## Contexto e trama
Ambientado nos anos 1920, o filme acompanha o professor e psicólogo William Marston, interpretado por Luke Evans, e sua esposa, Elizabeth Marston, papel de Rebecca Hall. O relacionamento dos dois é mudado quando a estudante Olive Byrne, interpretada por Bella Heathcote, adentra nessa dinâmica.
A Mulher-Maravilha foi uma personagem criada na década de 1940 pelo psicólogo que assinava os quadrinhos com seu pseudônimo Charles Moulten. Marston, que teve como inspiração essa relação a três com sua mulher e sua assistente, vivendo todos sob o mesmo teto e explorando suas sexualidades.
Marston foi descrito como um dos primeiros homens a defender o feminismo, incorporando as ideias do movimento nos quadrinhos da super-heroína.
Essa história atraiu a cineasta e militante do movimento LGBT Angela Robinson a dirigir e a roteirizar o longa-metagem.

## Elenco
- Luke Evans como William Moulton Marston[3];
- Rebecca Hall como Elizabeth Holloway Marston[3];
- Bella Heathcote como Olive Byrne[3];
- JJ Feild como Charles Guyette[4];
- Oliver Platt como Max Gaines[5];
- Connie Britton como Josette Frank[5].

## Produção
As principais  filmagens do filme começaram no início de outubro de 2016. A Sony Pictures Worldwide Acquisitions adquiriu os direitos mundiais, enquanto a Topple Productions e a BoxMedia, anteriormente Boxspring Entertainment, produziram o filme, junto com Amy Redford e Terry Leonard.

## Estreia
O filme foi lançado em 13 de outubro de 2017, pela Annapurna Pictures. Teve sua estreia mundial no Festival Internacional de Cinema de Toronto de 2017, em setembro.

## Reação dos familiares
A neta de William e Elizabeth Marston, Christie Marston, criticou o filme, dizendo que a ideia de que Elizabeth e Olive eram amantes era puramente fictícia. Embora esclarecesse que não se ofendeu com a ideia e que, tecnicamente, não poderia "jurar" que esse relacionamento não havia existido, ela explicou que havia sido uma confidente próxima e pessoal de sua avó e que podia "dizer com 99,99% de certeza que elas não tinham [esse relacionamento]". Embora as opiniões de sua avó sobre sexualidade fossem muito progressistas, seu relacionamento com Olive sempre foi inequivocamente de amizade próxima e dependência mútua. Ela também observou que, apesar de o filme ser promovido como uma "história real", a família nunca foi consultada para o filme, nem a diretora tentou contatá-los.
Yereth Rosen, neta de Josette Frank, criticou a representação extremamente conservadora de sua avó no filme, dizendo: "A verdadeira Josette era praticamente o oposto de uma cristã conservadora." 